# Giampiero Grevi
Giampiero Grevi (Firenze, 23 gennaio 1936 – Reggio Emilia, 2 aprile 2020) è stato un calciatore e allenatore di calcio italiano, di ruolo centrocampista.

## Biografia
È morto nella clinica Villa Verde di Reggio Emilia dov'era ricoverato per un'infezione, aggravata poi dal contagio di COVID-19.

## Carriera

### Club
Ha esordito in Serie A con la maglia del Palermo il 20 settembre 1959 in Bari-Palermo (1-0).
È uno dei giocatori più rappresentativi della storia della Reggiana, con la quale ha collezionato 289 presenze.
Fu squalificato a vita dopo aver schiaffeggiato un arbitro, ma venne amnistiato dopo la vittoria dell'Italia agli Europei di calcio del 1968.
In qualità di osservatore, portò alla Reggiana, come giocatore, Gian Piero Gasperini.

## Palmarès

### Giocatore

#### Competizioni nazionali
- Serie C: 2

Reggiana: 1957-1958, 1963-1964